# 血戦奇襲部隊
『血戦奇襲部隊』（けっせんきしゅうぶたい、The Fighting Seabees）は1944年のアメリカ合衆国の映画。出演はジョン・ウェインやスーザン・ヘイワードなど。

## ストーリー
太平洋戦争初期、現地で港湾施設や軍事基地の建設に従事していた民間人は武装が認められていなかったため、死人が絶えなかった。それを見かねた建設主任技師のウィッジ・ドノヴァンは、所属部隊の隊長のロバート少佐へ武装の許可を要求したものの、却下された。
その後ウィッジは新たな作業員たちととともに機械の運搬を命じられ、少佐の指揮のもと、彼の恋人である記者コンスタンス・チェスリーも同行することになった。敵の空襲で作業がままならぬ中、ついに日本軍が奇襲上陸作戦を展開する。部隊が押される中、ウィッジは部下に銃を与え、ブルドーザーで敵を撃退するも、コンスタンスが重傷を負ってしまう。この件を受け、ロバート少佐とウィッジはいったん本国へ帰国し、建設部隊「海蜂部隊」を編成する。隊長に就任したウィッジは、海軍少佐の座を与えられ、ロバートも中佐に昇進する。
「海蜂部隊」は日本軍のいる島に上陸し、燃料補給基地の建設を始めるも、日本軍との戦いで作業は進まなかった。ウィッジは命令を無視して日本軍の拠点に殴り込みをかけるも、自分達の基地を襲われてしまう。瀕死のロバート中佐は、基地に戻ったウィッジに燃料タンクと油送管を守るよう命じて死亡する。ウィッジは短絡的な自分の行動を反省し、一人爆薬を積んだブルドーザーで敵陣に突入する。

## キャスト
※括弧内は日本語吹替（初回放送1969年1月30日『木曜洋画劇場』）
- ウィッジ・ドノヴァン少佐：ジョン・ウェイン（糸博）
- コンスタンス・チェスリー：スーザン・ヘイワード（翠準子）
- ロバート少佐：デニス・オキーフ（青野武）
- エディー・パワーズ：ウィリアム・フローリイ
- ディーン・ジェイコブス：ポール・フィックス

## スタッフ
- 監督：エドワード・ルドウィグ
- 製作：アルバート・J・コーエン
- 原作：ボーデン・チェイス
- 脚本：イーニアス・マッケンジー、ボーデン・チェイス
- 撮影：ウィリアム・ブラッドフォード
- 作曲：ウォルター・シャーフ、ロイ・ウェッブ
- 音楽：ピーター・デローズ